# Kommunal musikskola
Se även kulturskola.
Kommunal musikskola är en frivillig musikutbildning som under många år bedrivits i samarbete med de kommunala skolorna. År 2000 beräknades att inte mindre än 335 000 elever deltog i denna undervisning, därav mer än hälften i ämneskurser för olika musikinstrument.
På senare tid har i flera fall dans-, teater- och bildundervisning tillkommit och musikskolan bytt namn till ’kulturskola’. 1996 bildades  föregångaren till dagens Sveriges Kulturskoleråd.
En av förebilderna vid starten av kommunala musikskolan var den musikskola som startades av AB Albin Hagström i anslutning till musikaffärskedjan Hagström Musik. 
En annan var Stockholms privata konservatorium, som senare togs över av studieförbundet TBV.
Det finns en åsikt att den kommunala musikskolan är grunden för de framgångar som svensk populärmusik haft världen över genom utövare som Abba, Roxette, Robyn med flera. Andra hävdar dock att sådana band snarare uppstått på fritidsgårdar och i egna replokaler. Däremot finns det bra möjligheter till en grundläggande musikutbildning i och med musik- och kulturskolorna.
Det går trender i olika instruments popularitet. Det märks exempelvis i att andelen sökande till högre musikutbildningar på träblåsinstrument till musikhögskolornas utbildningar minskat varpå man kan se ett samband med färre elever i grundutbildningen på många av instrumenten.